# Lądowisko Konin-Kazimierz Biskupi
Lądowisko Konin-Kazimierz Biskupi (kod ICAO: EPKB) – cywilne lądowisko sportowe Aeroklubu Konińskiego w Kazimierzu Biskupim ok. 12 km od Konina. Niedaleko lądowiska znajduje się 33 Baza Lotnictwa Transportowego w Powidzu.
Na lotnisku swoją działalność prowadzi także Stowarzyszenie działające na rzecz rozwoju spadochroniarstwa Spadochronowy Klub Sportowy Sky Camp wykonując skoki spadochronowe w tandemie i szkoląc nowych skoczków metodą AFF.